# Mezőharasztos
Mezőharasztos (románul: Frunzeni), németül Mausdorf, más néven Harasztos; falu Romániában, Maros megyében.

## Története
Tekeújfalu község része. A trianoni békeszerződésig Kolozs vármegye Tekei járásához tartozott.

## Népessége
2002-ben 484 lakosa volt, ebből 453 román, 30 cigány és 1 magyar nemzetiségű.

## Vallások
A falu lakói közül 448-an ortodox, 35-en görögkatolikus hitűek és 1 fő pünkösdista.